# My Little Pony: Equestria Girls
My Little Pony: Equestria Girls (traducció al català: "El meu petit poni: Noies de Equestria") és una pel·lícula d'animació canadenco-estatunidenca en 3D de 2013, dirigida per Jayson Thiessen i basada en la popular sèrie d'animació My Little Pony: Friendship Is Magic (2010). La pel·lícula tracta sobre Twilight Sparkle anar a l'altre món i es transformen en un ésser humà.

## Argument
A Equestria, l'acabada de coronar Princessa Twilight Sparkle visita l'Imperi de Cristall amb els seus amics de Ponyville per una cimera reial amb les princeses Celestia, Luna, i Cadance. Aquella nit, la corona de Twilight i l'Element Màgic és robat per l'unicorn Sunset Shimmer, un vell estudiant de Celestia. Després d'una persecució a través del castell, Sunset deixa caure la corona a través d'un mirall màgic i el segueix. Les princeses informen els ponis que el mirall porta a un món diferent, i han d'ajudar Twilight per recuperar la seva corona abans que el  portal es tanqui un altre cop per trenta llunes, sinó els Elements de l'harmonia ja no protegiran Equestria. Malgrat la insistència de Celestia que Twilight ha de viatjar sol, l'ajudant de Twilight, el drac Spike salta ansiosament a dins després que ella entri al mirall.

## Repartiment
- Tara Strong: Twilight Sparkle
- Ashleigh Ball: Applejack i Rainbow Dash
- Andrea Libman: Pinkie Pie i Fluttershy
- Tabitha St. Germain: Rarity, Princess/Vice Principal Luna, i Mrs. Cake
- Cathy Weseluck: Spike
- Rebecca Shoichet: Sunset Shimmer
- Lee Tockar: Snips
- Richard Ian Cox: Snails
- Nicole Oliver: Princess/Principal Celestia i Miss Cheerilee
- Vincent Tong: Flash Sentry
- Britt McKillip: Princess Cadance
- Peter New: Big McIntosh
- Michelle Creber: Apple Bloom
- Madeleine Peters: Scootaloo
- Claire Corlett: Sweetie Belle
- Kathleen Barr: Trixie